# A Nạp Thất Thất Lý
A Nạp Thất Thất Lý (tiếng Hoa: 阿纳失失里; tiếng Mông Cổ: Раднашири; ? – 1322) là chính thất Hoàng hậu của Nguyên Nhân Tông Ái Dục Lê Bạt Lực Bát Đạt, Hoàng đế thứ tư của nhà Nguyên trong lịch sử Trung Quốc. Ngoài ra, bà còn là sinh mẫu của Nguyên Anh Tông Thạc Đức Bát Thích, Hoàng đế thứ năm của triều Nguyên.

## Cuộc đời

### Hoàng hậu
Bà xuất thân bộ tộc Hoằng Cát Lạt thị. Không rõ năm sinh cũng như năm bà gả cho Nguyên Nhân Tông, chỉ biết ngày 22 tháng 2 năm 1302, dưới thời Nguyên Thành Tông Thiết Mộc Nhĩ, bà sinh Thạc Đức Bát Thích.
Năm 1311, Nguyên Nhân Tông đăng cơ. Tháng 3 năm Hoàng Khánh thứ 2 (1313), bà được sách lập Hoàng hậu, cử hành lễ phong và nhận sách bảo. Theo lệ nhà Nguyên, Hoàng đế được lập một lúc nhiều Hoàng hậu. Bên cạnh bà còn có Đáp Lý Ma Thất Lý hoàng hậu đồng tại vị, nhưng chỉ có bà nhận sách bảo nên được xem là chính thất Hoàng hậu duy nhất.
Trước khi Nguyên Vũ Tông, anh trai của Nhân Tông băng hà, Nhân Tông được phong Hoàng thái đệ với điều kiện sau khi mất phải truyền ngôi cho hậu duệ của Vũ Tông. Tuy nhiên, Nhân Tông đã nuốt lời và phong con trai bà là Thạc Đức Bát Thích làm Thái tử vào năm 1316. Thái hậu Đáp Kỷ, mẹ Nhân Tông còn tiếp tay đuổi 2 người con còn sống của Vũ Tông là Đồ Thiếp Mục Ni và Hòa Thế Lạt khỏi cung, với lý do mẹ họ là thị thiếp và không thuộc tộc Hoằng Cát Lạt thị, mục đích bảo toàn thế lực ngoại thích ở triều đình.

### Hoàng thái hậu
Năm Diên Hữu thứ 7 (1320), ngày 1 tháng 3, Nguyên Nhân Tông bạo băng. Thạc Đức Bát Thích kế vị, tức Nguyên Anh Tông, tôn bà làm Hoàng thái hậu, tổ mẫu Đáp Kỷ làm Thái hoàng thái hậu.
Sách văn viết:
| “                         | 坤承乾德，所以著两仪之称；母统父尊，所以崇一体之号。故因亲而立爱，宜考礼以正名。恭惟圣母，温慈惠和，淑哲端懿。上以奉宗祧之重，下以叙伦纪之常。恢王化于二南，嗣徽音于三母。辅佐先考，忧勤警戒之虑深；拥佑眇躬，抚育提携之恩至。迨于今日，绍我丕基。规摹一出于慈闱，付托益彰于祖训。致天下之养以为乐，未足尽于孝心；极域中之大以为尊，庶可称其懿美。式遵贵贵之义，用罄亲亲之情。谨遣某官某奉册，上尊号曰皇太后。伏惟周宗绵绵，长信穆穆，备《洛书》之锡福，粲坤极之仪天。启佑后人，永锡胤祚。 . Khôn tặng càn đức, sở dĩ trứ lưỡng nghi chi xưng; mẫu thống phụ tôn, sở dĩ sùng nhất bổn chi hào. Cố nhân thân nhi lập ái, nghi khảo lễ dĩ chính danh. Cung duy thánh mẫu, ôn từ huệ hòa, thục triết đoan ý. Thượng dĩ phụng tôn diêu chi trọng, hạ dĩ tự luân kỷ chi thường. Khôi vương hoa vu nhị nam, tự huy âm vu tam mẫu, phụ tá tiên khảo, ưu cần cảnh giới chi lư thâm; ung hữu diệu cung, phủ dục đề huề chi ân chí. Đãi vu kim nhật, thiệu ngã phi cơ. Quy mô nhất xuất vu từ vi, phụ thác ích chương vu tổ huấn. Trí thiên hạ chi dưỡng dĩ vị nhạc, vị tú tận vu hiếu tâm; cực vực trung chi thái dĩ vi tôn, thứ khắc xưng cơ ý mỹ. Thức tuân quý quý chi nghĩa, dụng khánh thân thân chi tình. Cẩn khiển mỗ quan mỗ phụng sách, thượng tôn hào viết Hoàng thái hậu. Phúc duy châu tôn miên miên, trường tín mục mục, bị《lạc thư》chi tích phúc, sán khôn cực chi nghi thiên. Khởi hữu hậu nhân, vĩnh tích dận tộ. | ” |
| — Hoàng thái hậu sách văn | |   |

Như vậy, trong số các chính thất Hoàng hậu nhà Nguyên, bà là người đầu tiên được ghi nhận lên ngôi Hoàng thái hậu. Mặc dù trước đó đã có hai vị Thái hậu là Khoác Khoác Chân và Đáp Kỷ, song họ chưa bao giờ làm Hoàng hậu mà được phong Thái hậu vì là Đế mẫu.
Năm Chí Trị thứ 2 (1322), Thái hậu A Nạp Thất Thất Lý băng thệ. Anh Tông truy thụy cho bà là Trang Ý Từ Thánh hoàng hậu (庄懿慈圣皇后), hợp táng với phu quân ở Nhân Tông miếu. Sách thụy văn viết:
| “                                          | 致孝所以扬亲，易名所以表行。矧为天下母而养弗逮，履天子位而报则丰。曷胜孺慕之心，必尽钦崇之礼。钦惟先皇太后，夙明壸则，克嗣徽音。辅佐先朝，有恭俭节用之实；诞育眇质，有劬劳顾复之恩。九族咸育于仁，四海仰遵其化。昊天不吊，景命靡融。怆圣善之长违，念风猷之未泯。是用揄扬于彤史，正宜敷绎于宝慈。爰据彝经，追严徽号。谨遣摄太慰某官某奉玉册玉宝，上尊号曰庄懿慈圣皇后。伏惟淑灵如在，合飨太宫。鉴格孔昭，膺兹巨典。阴相丕祚，亿万斯年。 . Trí hiếu sở dĩ dương thân, dịch danh sở dĩ biểu hạnh. Thẩn vi thiên hạ mẫu nhi dưỡng phất đệ, lý thiên tử vị nhi báo tắc phong. Át thăng nhụ mộ chi tâm, tất tận khâm sùng chi lễ. Khâm duy tiên Hoàng thái hậu, túc minh khổn tắc, khắc tự huy âm. Phụ tá tiên triều, hữu cung kiệm tiết dụng chi thực; đản dục diệu chi, hữu cù lao cố phúc chi ân. Cửu tộc hàm dục vu nhân, tứ hải ngưỡng tân cơ hóa. Hạo thiên bất điếu, cảnh mệnh mỹ dung. Sảng thánh thiện chi trưởng vi, niệm phong du chi vị mẫn. Thị dụng du dương vu đồng sử, chính nghi phu dịch vu bảo từ. Viên cư di kinh, truy nghiêm huy hào. Cẩn khiển nhiếp thái úy mỗ quan mỗ phụng ngọc sách ngọc bảo, thượng tôn hào viết Trang Ý Từ Thánh Hoàng hậu. Phúc duy thục linh như tại, hợp hưởng thái cung. Dám cách khổng chiêu, ưng từ cự điển. Âm tương phi tộ, ức vạn tư niên. | ” |
| — Trang Ý Từ Thánh hoàng hậu sách thụy văn | |   |